# Gurgutakas
Gurgutakas (Gurguthakas, Ghurghụthakas, Gourgoúthakas) – jaskinia krasowa położona w Grecji, w zachodniej części Krety, w górach Lefka Ori. Jest najgłębszą jaskinią Grecji, a także najgłębszą na świecie jaskinią poza stałym lądem. Głębokość 1208 metrów. Przepływa w niej podziemny potok. Została odkryta w 1990 roku przez francuską grupę grotołazów Catamaran team.